# Раздельнянская городская община
Раздельнянская городская община (укр. Роздільнянська міська громада) — территориальная община в Раздельнянском районе Одесской области на юге Украины. 
Административный центр — город Раздельная.
Население общины составляет 33116 человек. Площадь —  766,9 км².

## История
В состав общины в 2020 году вошли Раздельнянский городской и 10 сельских советов бывшего Раздельнянского района: Старостинский, Кошарский, Бециловский Новоукраинский, Каменский, Понятовский, Еремеевский, Буциновский, Калантаевский, Виноградарский сельсоветы.
27 мая 2020 Кабинетом министров Украины был утверждён перспективный план общины в рамках административно-территориальной реформы.
Первые выборы в Раздельнянский городской совет общины состоялись 25 октября 2020 года.

## Населённые пункты
В состав общины входят один город и 50 сёл:
города
- Раздельная

сёла:
- Старостино
- Сухое
- Шевченково
- Надежда
- Парканцы
- Слободка
- Новый Гребеник
- Бакалово
- Велизарово
- Новые Чобручи
- Кошары
- Лозовое
- Бецилово
- Желепово
- Новосёловка
- Староконстантиновка
- Новоукраинка
- Капаклиево
- Петро-Евдокиевка
- Каменка
- Матышевка
- Владимировка
- Антоновка
- Покровка
- Понятовка
- Балково
- Еремеевка
- Весёлое
- Поташенково
- Шеметово
- Бурдовка
- Богнатово
- Бриновка
- Буциновка
- Карповка
- Новодмитровка
- Кузьменко
- Миллиардовка
- Калантаевка
- Благодатное
- Андреево-Иваново
- Карпово
- Александровка
- Виноградарь
- Вакуловка
- Новограденица
- Будячки
- Перше Травня
- Николаевка
- Новодмитровка Вторая